# Cornelis van Spaendonck

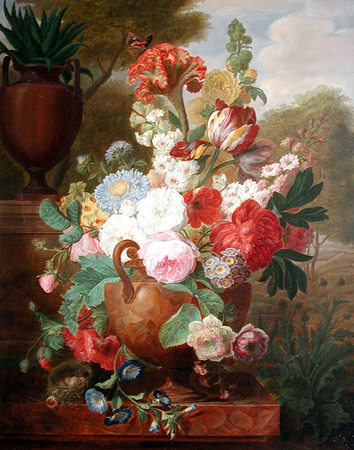
Martwa natura z kwiatami w urnie, 1817

Cornelis van Spaendonck (ur. 7 grudnia 1756 w Tilburgu, zm. 22 grudnia 1840 w Paryżu) – malarz holenderski, młodszy brat Gerarda van Spaendoncka.
Studiował w Antwerpii u malarza dekoracyjnego Guillaume'a-Jacques'a Herreynsa (1743–1827). W 1773 dołączył do brata przebywającego w Paryżu. W latach 1785–1800 pracował na stanowisku dyrektora fabryki porcelany w Sèvres. Został zwolniony z funkcji w 1800, lecz pozostał w zakładzie jako projektant do 1808. 
Cornelis van Spaendonck malował martwe natury oraz podobnie jak jego brat, kwiaty. Posługiwał się techniką olejną i gwaszem. Jego prace są mniej naturalistyczne od prac Gerarda i stanowią raczej romantyczną interpretację natury, niż jej dosłowny zapis. Artysta tworzył przez całe życie i wystawiał w paryskim Salonie przez ponad 40 lat. Od 1789 był członkiem Académie des Beaux Arts. Zmarł w Paryżu, po śmierci w jego pracowni znaleziono 29 obrazów, które sprzedano na aukcji.